# Казахский рэп
Казахский рэп зародился в конце 1990-х годов, когда хип-хоп-культура начала проникать в страну из США и России. Одной из первых рэп-групп в Казахстане была «Rap Zone», созданная в 1994 году. В её состав входили братья Кайрат и Азамат, исполнительница Роксана, а также Артём и Сакен. Группа получила известность благодаря песне «Шум-гам-бум-переворот» и активно выступала в ночных клубах Алматы и на национальном телевидении. Однако в 1998 году коллектив распался из-за финансовых трудностей.
В 1995 году в Актау была основана группа «ДМХ» («Долина маленьких хулиганов»), которая считается казахстанским аналогом N.W.A. Основатель коллектива, Канат Мурзагулов (известный как PlayDog), собрал команду для продвижения уличного гангста-рэпа. В 2001 году они выпустили альбом «Қазақша стиль» и дали свой первый сольный концерт. Группа затрагивала темы преступности, наркомании и других социальных проблем, что принесло им значительную популярность. Однако проблемы с законом у лидера группы привели к её распаду.
В начале 2000-х годов на казахстанской сцене появились такие рэп-группы, как Ghetto Dogs, «ДМХ», Rap Zone, Black Cost, Buhar Jerreau и HIRO. В регионах Казахстана образовались целые кланы и школы рэпа, и голос улиц был слышен практически в каждом дворе.
В 2015 году на казахстанской музыкальной сцене появилась группа Ninety One, которая стала основоположником жанра Q-pop (Qazaq-pop), сочетая элементы западной и азиатской поп-культуры. Группа дебютировала 1 сентября 2015 года под лейблом JUZ Entertainment. Изначально в состав входили A.Z. (Азамат Зенкаев), ALEM (Батырхан Маликов), ACE (Азамат Ашмакын), ZaQ (Дулат Мухаметкалиев) и BALA (Данияр Кулумшин). В 2020 году A.Z. покинул группу.